# Pan y Toros (sarsuela)
Pan y Toros és una sarsuela composta per Francisco Asenjo Barbieri sobre llibret castellà de José Picón. Es va estrenar al Teatro de la Zarzuela de Madrid el 22 de desembre de 1864 amb gran èxit.

## Llibret
El títol al·ludeix a l'expressió castellana hereva de la llatina de Juvenal Panem et Circenses (pa i circ), que descriu la festa dels bous como una diversió que nodreix les baixes passions del poble, amorteix els conflictes socials i el manté en una situació d'endarreriment. El llibret presenta un argument d'intrigues cortesanes sense consistència històrica, amb una bona dosi de crítica política, el que no era comú a l'època. Hi està present un bon grapat personatges històrics, com ara Goya, Jovellanos, Pepita Tudó (amant de Godoy) o els toreros Pepe Hillo, Pedro Romero i Costillares. Es tracta de la primera obra teatral d'èxit que va inserir la figura de Goya, considerant-se per tant precursora dels temes goyescs que tant d'èxit i conreu tindrien al llarg del segle xix.
La intriga política que dona lloc a la història situa per una banda la iniqua aristocràcia corrupta, els afrancesats i la «camarilla», encapçalats pel corregidor Quiñones i Pepita Tudó, i per altra el poble, els il·lustrats i l'aristòcracia culta; amb Goya, la princesa de Luzán i el capità Peñaranda, i com a líder i salvador de la pàtria, Jovellanos. A causa del seu contingut polític Pan y Toros va patir problemes amb la censura sota el regnat d'Isabel II.

## Música
L'italianisme musical de Barbieri deixa pas a una major presència de la música d'arrel popular, tendència que el compositor afermaria una dècada més tard amb la que és considerada la seua obra mestra: El barberillo de Lavapiés. És curiós l'ús de la melodia de La Marsellesa en mode menor en la introducció del primer acte, així com el canto parlato emprat per dotar de realisme l'aparició del cec narrant un típic romanç popular. Hi ha nombrosos exemples de ritmes de dansa per il·lustrar els ambients populars (amb el bolero, la jota i la seguidilla) i els nobles (gavota i contradansa). Per evocar efectes de distància se serveix d'una petita orquestra interior en les escenes de dansa aristocràtica i d'una orquestra de plectre per acompanyar la que potser és la peça més popular de la sarsuela: el pasdoble Al son de las guitarras y seguidillas...

## Sinopsi
Lloc: Madrid
Temps: finals del segle xviii sota el regnat de Carles IV

### Acte I
A la vora del riu Manzanares el pare la mare i el nen cecs comenten les darreres notícies mentre un venedor de relíquies religioses – el "Santero" – ofereix la seua mercaderia. El poble canta i balla mentre el cec toca la seua viola de mà. Però aviat es descobreix que el fals cec és en realitat un espia del corregidor i només arribar aquest últim li informa dels moviments que hi ha hagut en una casa pròxima, on viu el pintor Goya. De la casa surt una dama, Doña Pepita Tudó, la qual comenta amb el corregidor les darreres notícies polítiques: l'ascens de Godoy, la pau amb França i l'afer d'un soldat que en ser descobert amb uns documents presumptament comprometedors, adeçats al comte d'Aranda, va estimar-se més engolir-se'ls abans que lliurar-los, i que per això ha estat condemnat a mort.
Entra el general i anuncia la derrota de l'exèrcit espanyol davant de les tropes franceses. El corregidor, per a apaivagar els ànims del poble anuncia unes corregudes de bous que seran a càrrec d'un dels tres toreros més populars: Pepe Hillo, Pedro Romero o Costillares.
La duquessa conta a Doña Pepita que la princesa de Luzán va obtenir del rei el nomenament de coronel·la d'un regiment que ella havia format, abandonant el convent on es trobava reclosa, i com va guarir les ferides del capità Peñaranda.
Comença la votació per triar el torero que participarà en les corregudes de bous. L'abat Ciruela, encarregat de les votacions, fa trampes i aconsegueix que isca elegit Pedro Romero, el candidat de Doña Pepita, a canvi que aquesta presente en la cort la seua protegida, la Tirana.
En dispersar-se la gentada apareix el capità Peñaranda, qui manifesta la seua desolació davant de la indiferència del poble respecte de les desfetes de l'exèrcit espanyol. Doña Pepita es fa passar per la dona que va guarir-lo i tracta d'obtenir del capità la custòdia d'uns documents secrets adreçats al rei, però el capità s'hi nega a lliurar-li'ls. El capità entra a la casa de Goya, i Doña Pepita aprofita l'avinentesa per alertar la seua «camarilla» – la duquessa, l'abat Ciruela, el corregidor i el general – de l'existència dels documents, i de la necessitat d'interceptar-los. El general ordena l'arrest del capità, però l'oportuna intervenció de la princesa de Luzán, declarant el capità sota la seua protecció, aconsegueix salvar-lo. En aquest moment fa la seua entrada una desfilada popular que es dirigeix a palau a demanar al rei l'indult per al soldat condemnat a mort. La princesa de Luzán s'ofereix a intercedir-ne personalment davant del rei; surt vers el palau, portant amb ella els documents que li ha confiat el capità Peñaranda.

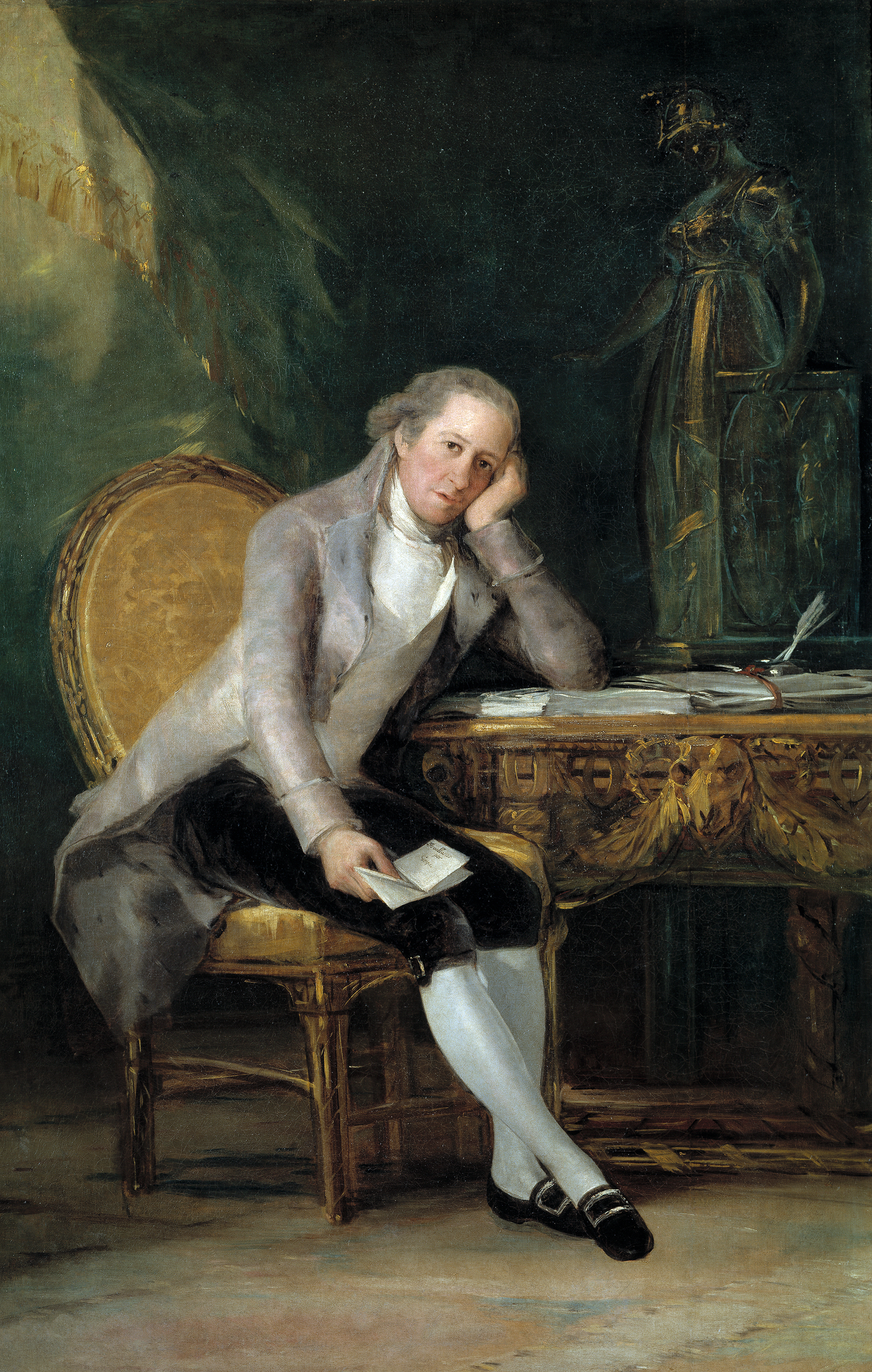
Gaspar Melchor de Jovellanos, per Goya (1798), un dels molts personatges històrics que apareixen a Pan y Toros

### Acte II
De nit en un carrer de Madrid. En un palau se celebra un ball. L'abat canta des del balcó, i Romero i Costillares des d'una taverna li responen amb una cançó popular. El cec intenta convéncer al "santero" que done mort a un militar que ell li indicarà a canvi de diners, però l'arribada del "del pecat mortal" l'esglaia.
Doña Pepita informa al corregidor que la princesa ha aconseguit del rei l'indult per al soldat i també ha aconseguit fer-li arribar els documents que descriuen la veritable situació de la guerra. El corregidor la tranquil·litza dient-li que ha pogut convèncer el rei de la falsedat dels documents i que per tant se signarà la pau amb França, el que els permetrà conservar llur situació de privilegi. Arriben la princesa, Goya, el capità i l'abat – ara en el seu bàndol. La princesa manifesta la seua preocupació pel control que Godoy exerceix sobre el rei, a qui manté en la ignorància. Tots decideixen recórrer a Jovellanos. L'abat comunica que Pepe Hillo ha estat ferit a la plaça i que es vol fer responsable a Jovellanos i a la princesa pel seu interès a posar fi a la bàrbara festa de la tauromàquia. La princesa s'acomiada del capità i li prega que vaja amb compte, confessant-li que va ser ella la dona que el va guarir a Baiona.
En quedar-se sol el capità, el "santero" intenta apunyalar-lo per l'esquena, però torna a aparèixer "el del pecat mortal" i l'agresor s'esglaia de nou. Davant del fracàs del seu pla, el cec apunyala el "santero". El corregidor, en sentir el crit d'agonia creu que finalment ha aconseguit el seu propòsit d'acabar amb el capità.

### Acte III
Al palau es comenta que la princesa està a punt de prendre els hàbits, mentre que Jovellanos està de camí a Rússia, país del que ha estat nomenat ambaixador, mentre que el capità ha desaparegut. En sortir tots, arriben Goya, Jovellanos i la princesa. Jovellanos intenta convèncer la princesa que desistisca de la seua pretensió de fer-se monja. L'aparició sobtada de Doña Pepita obliga a Jovellanos a amagar-se. Doña Pepita informa a la princesa que s'ha firmat la pau entre Espanya i França, i que Godoy ha estat nomenat Príncep de la Pau.
El corregidor li mostra a la princesa el capot tacat de sang del capità, el que referma la decisió de la dama d'entrar en un convent. En aquest moment se sent des del carrer al capità cantant una cançó, i la princesa canvia d'opinió i decideix seguir el seu enfrontament amb el corregidor, el general i Pepita Tudó. Els integrans de la «camarilla» l'amenacen de denunciar-la a la Inquisició. Apareix el capità i defensa la seua estimada, aviat se li uneixen l'abat i un grup de "manolos". Pepe Hillo acusa el corregidor d'haver-li proporcionat el bou que va causar-li les ferides. Doña Pepita acusa la princesa d'amagar un amant al seu tocador i hi ha un moment de confusió general. En aquest moment apareix Goya amb un exemplar de La Gaceta Extraordinaria en què es publica el nomenament de Jovellanos com a ministre. Els patriotes celebren la nova situació amb el desig de poder fer front a l'amenaça francesa.

## Números musicals

### Acte I
1. Preludi i Introducció (Hoy fusilan a un soldado...)
2. Escena del Santero i cor (¡Ved al pobre peregrino!...)
3. Ball i cançó: Seguidilles "zapateadas" (Aunque soy de la Mancha...)
4. Marxa de la Manoleria (Al son de las vihuelas...)
5. Escena de l'elecció (Que Dios le guarde a usía...)
6. Melodrama (Cabayeros, yo enseñao a manejá...)
7. Cançó de Pepe Hillo (En Zeviya Costiyares...)
8. Final i Marxa de la Manoleria (señores: declaro a todos / Pues vamos a dar música...)
9. Tercet de l'abat Ciruela, Goya i el capità Peñaranda (Como lleva en el bolsillo...)
10. Duo del capità Peñaranda i Doña Pepita (¡Mi protectora! ¡Mi ángel es!...)
11. Escena de la processó (¡Salve! ¡Oh Reina de los Ángeles!...)
12. Marxa de la Manoleria (¡Al son de las guitarras y seguidillas!...)

### Acte II
1. Preludi instrumental
2. Escena de l'abat i cor (La grave contradanza...)
3. Cançó «El Perulillo » (Por lo dulce las damas...)
4. Escena del cec, el "santero" i el "del pecat mortal" (¡Para hacer bien y decir misas!...)
5. Quartet de Goya, l'abat, el capità Peñaranda i la princesa de Luzán (Aunque usted, princesa noble...)
6. Romança de la princesa de Luzán (Este santo escapulario...)
7. Pregària y gavota (¡Oh Reina de los Ángeles!...)
8. Concertant (¡Traición! ¡Traición! / En nombre del rey...)
9. Final. Escena del crim (¡Aquel es! / ¡Yo le conozco!...)

### Acte III
1. Introducció musical
2. Escena de l'abat Ciruela i cor del plany (¡Señor abate! / ¡Señoras mías!...)
3. Duo de Doña Pepita i la princesa de Luzán (Quien cogida es in fraganti...)
4. Escena i cor de les disfresses (Padres reverendos...)
5. Concertant final (¡Atónitos nos / les deja!... / ¡Si crimen tan horrendo!…)
6. Final orquestral

## Enregistraments
- BMG Alhambra WD-74390: Ana María Iriarte, Manuel Ausensi, Carlos Munguía, Conchita Domínguez, Rafael Campos, Joaquin Portillo. Coro Cantores de Madrid, Orquestra Simfònica, direcció: Indalecio Cisneros. Enregistrament amb grans talls que no recull la partitura completa.